# Testamentum (In Hora Mortis Nostre)
Testamentum (In Hora Mortis Nostre) è un album in studio del gruppo musicale polacco Via Mistica, pubblicato nel 2003.

## Tracce
1. Intro (In Hora Mortis Nostre) – 2:06
2. I Would Die... – 8:43
3. Sacred Whisper – 5:11
4. Valley of Fear – 5:45
5. Lost Desires – 7:39
6. Blaze – 5:12
7. Eternal – 7:30
8. When I Die – 3:12
9. One Bridge Too Far – 5:36
10. Gold Dust – 4:37
11. Outro (In Hora Mortis Nostre) – 1:51

## Formazione
- Marcin "Dracula" Sidz - chitarre
- Marek "Marecki" Przybyłowski - chitarre, voce
- Katarzyna Polak-Kozłowska - voce, violoncello
- Tomasz "Hal" Halicki - basso, voce
- Młody - batteria
- Grzesiek - tastiera elettronica